# Sofrito
Sofrito (Spaans), Sofregit (Frans en Catalaans), of Soffritto (Italiaans) is de benaming voor een basissaus uit de mediterrane en de Latijns-Amerikaanse keuken. De kooktechniek is vergelijkbaar aan fruiten. De ingrediënten worden in kleine stukjes gehakt en daarna aangezweet. Tot de drie standaardingrediënten worden meestal gerekend tomatenblokjes, ui en olijfolie. Optioneel kunnen er andere groenten en kruiden aan toegevoegd worden. Het oudst bekende recept, waar sofregit in genoemd wordt dateert van rond het midden van de 14e eeuw. Deze werd alleen gemaakt met ui en olie, aangezien tomaten of paprika's pas na de ontdekking van Amerika in Europa aankwamen. Sofrito met de toevoeging van tomaat komt van oorsprong komt uit de Catalaanse keuken, en kan worden geserveerd bij vlees, vis, zeevruchten, pasta, rijst, groenten, etc.
De saus kan apart worden geserveerd, maar is over het algemeen geïntegreerd in de hoofdschotel. Sofrito kent verschillende variaties. In Midden-Spanje (met paprika), kan aan het einde van het koken een picada worden toegevoegd. In Italië (met selderij en wortel) is het de basis voor veel pastagerechten. In Griekenland wordt het met rijst gegeten.